# Энар
Эна́р (фр. Ainharp) — коммуна во Франции, находится в регионе Аквитания. Департамент — Атлантические Пиренеи. Входит в состав кантона Монтань-Баск. Округ коммуны — Олорон-Сент-Мари.
Код INSEE коммуны — 64012.

## География

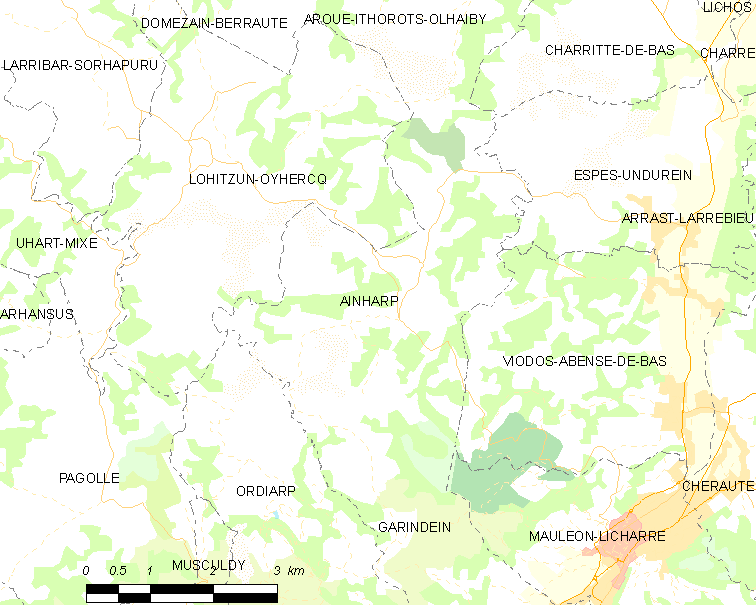
Карта коммуны

Коммуна расположена приблизительно в 680 км к югу от Парижа, в 180 км южнее Бордо, в 50 км к западу от По.

### Климат
Климат тёплый океанический. Зима мягкая, средняя температура января — от +5°С до +13°С, температуры ниже −10 °C бывают редко. Снег выпадает около 15 дней в году с ноября по апрель. Максимальная температура летом порядка 20-30 °C, выше 35 °C бывает очень редко. Количество осадков высокое, порядка 1100 мм в год. Характерна безветренная погода, сильные ветры очень редки.

## Население
Население коммуны на 2010 год составляло 147 человек.
| 1962 | 1968 | 1975 | 1982 | 1990 | 1999 | 2010 |
| ---- | ---- | ---- | ---- | ---- | ---- | ---- |
| 208  | 194  | 186  | 181  | 161  | 142  | 147  |

## Администрация
| Период | Период | Фамилия           | Партия | Примечания |
| ------ | ------ | ----------------- | ------ | ---------- |
| 1929   | 1950   | Жан Гирес         |        |            |
| 1950   | 1959   | Франсуа Элиссири  |        |            |
| 1959   | 1971   | Жан-Пьер Агер     |        |            |
| 1971   | 1983   | Жан Ласкаре       |        |            |
| 1983   | 2020   | Жан-Пьер Араншьяг |        |            |

## Экономика
В 2010 году среди 91 человека трудоспособного возраста (15-64 лет) 71 были экономически активными, 20 — неактивными (показатель активности — 78,0 %, в 1999 году было 78,7 %). Из 71 активных жителей работали 68 человек (36 мужчин и 32 женщины), безработных было 3 (0 мужчин и 3 женщины). Среди 20 неактивных 4 человека были учениками или студентами, 10 — пенсионерами, 6 были неактивными по другим причинам.

## Фотогалерея

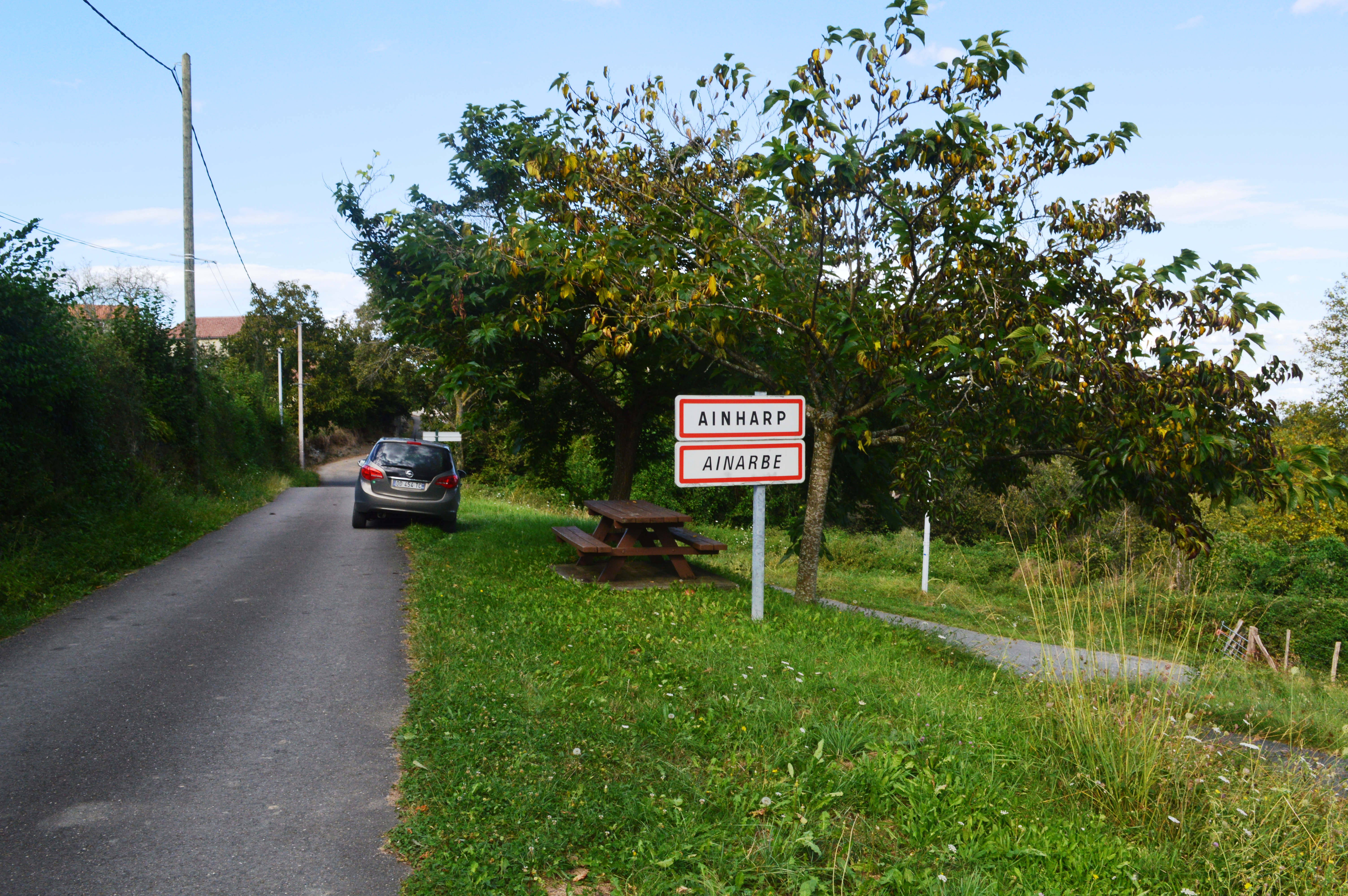
Въезд в Энар
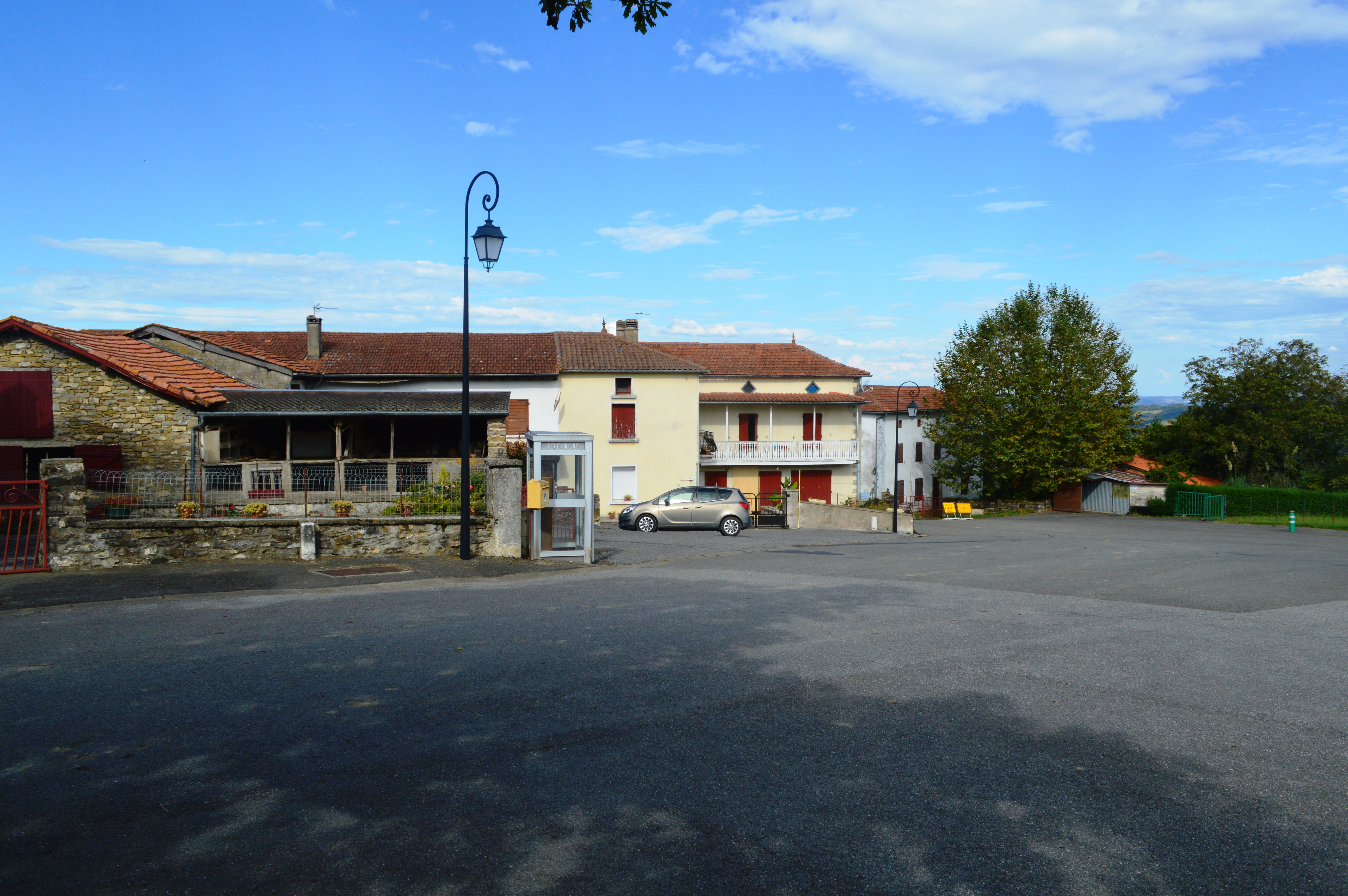
Энар
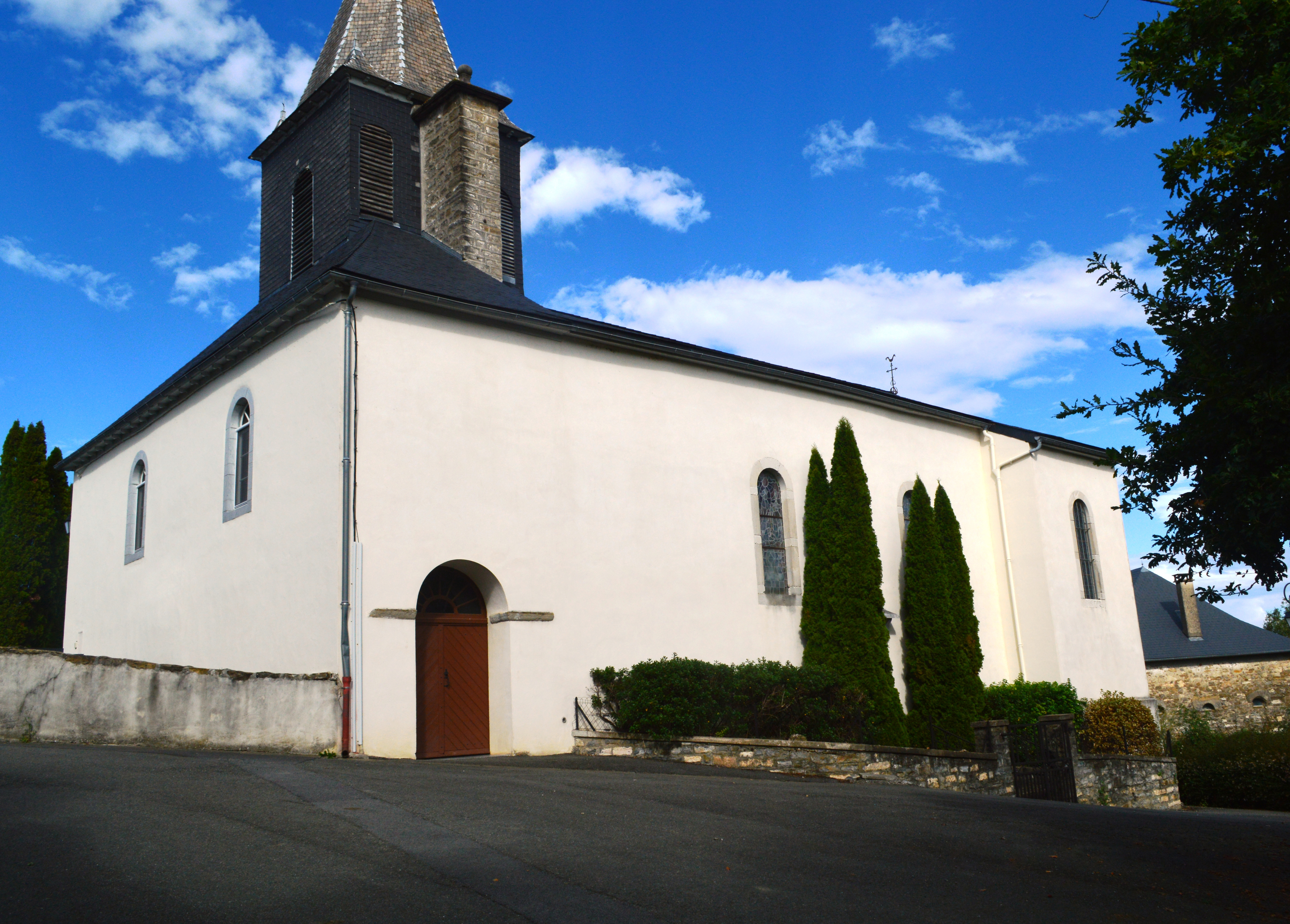
Церковь
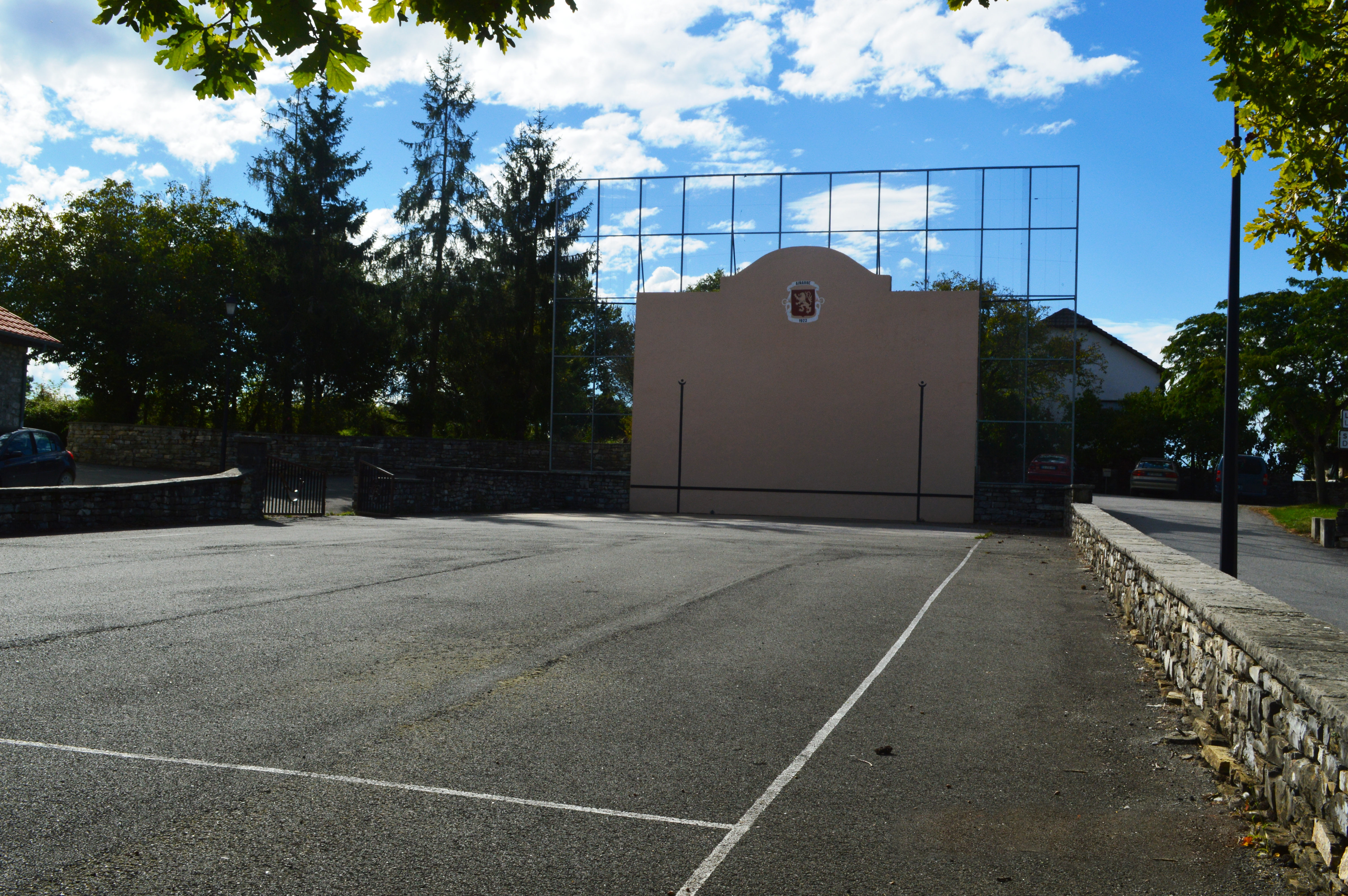
Фронтон (площадка для игры в пелоту)